# Laguna Blanca (Paraguai)

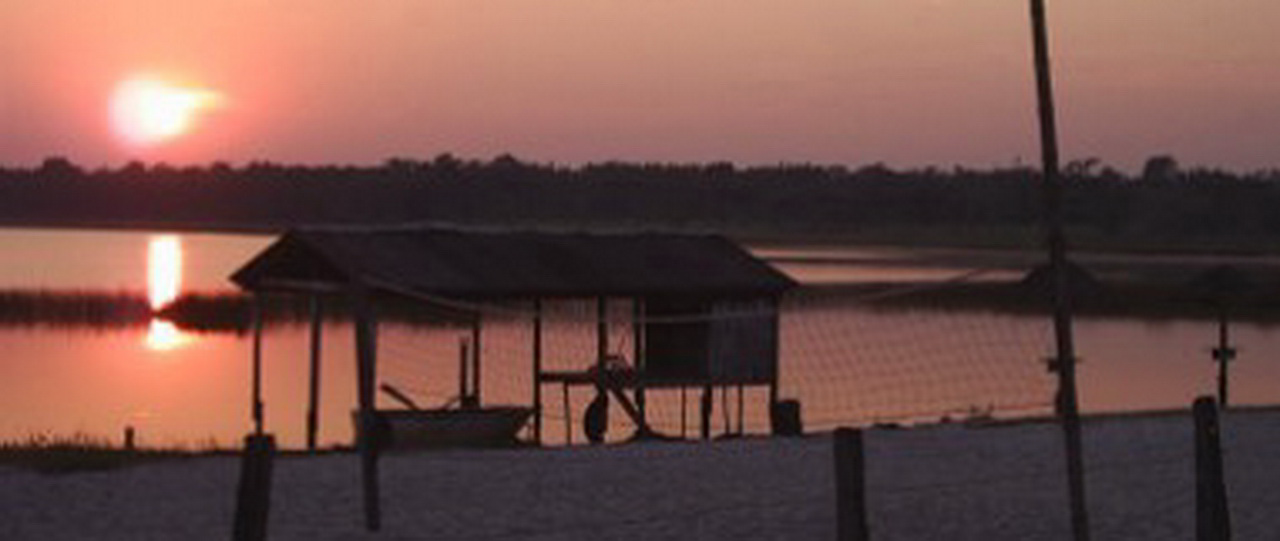
Amanhecer em Laguna Blanca

A Laguna Blanca é um ponto turístico e ecológico do Paraguai que compreende uma estabelecimento agrícola e turístico, com um lago que tem a particularidade de ser transparente por se localizar sobre rochas calcárias.
Em virtude do decreto número 3893 de 3 de fevereiro de 2010 foi declarado Área Silvestre Protegida bajo dominio Privado, incluindo 804 ha.